# Сигеберт (король Уэссекса)
Сигеберт (англ. Sigeberht, умер в 757) — король Уэссекса (756—757).

## Биография
Сигеберт, возможно дальний родственник Кутреда, занял престол Уэссекса после смерти того в 756 году. Однако вскоре знать Уэссекса отстранила его от власти, оставив ему во владение лишь один Гэмпшир. Здесь Сигеберт убил какого-то элдормена, в результате чего был вынужден скрываться в лесу. Ставший новым королём Уэссекса Киневульф нашёл его там и убил.